# Harald Elschenbroich
Harald Elschenbroich, né le 19 juin 1941 à Mönchengladbach, est un joueur allemand de tennis.

## Carrière
Finaliste en 1978 à Berlin.
Finaliste en double en 1975 à Düsseldorf.
Membre de l'équipe d'Allemagne de Coupe Davis en 1965, 1966, 1972, 1973 et 1975.
Titré à Stuttgart en double en 1969.
Vainqueur du Bielefeld Championships en 1969 et 1970 ainsi que le Budapest International en 1970.
En 1970 il remporte à Madrid le double.

## Palmarès

### Finales en simple
| No | Date       | Nom et lieu du tournoi                | Catégorie | Dotation | Surface      | Vainqueur       | Score         |  |
| -- | ---------- | ------------------------------------- | --------- | -------- | ------------ | --------------- | ------------- |  |
| 1  | 1973       | Bavarian Tennis Championships, Munich |           | NC $     | Terre (ext.) | Sandy Mayer     | 6-4, 6-3, 6-3 |  |
| 2  | 25-06-1978 | Tournoi de tennis de Berlin, Berlin   |           | 50 000 $ | Terre (ext.) | Vladimír Zedník | 6-4, 7-5, 6-2 |  |

### Finale en double
| No | Date       | Nom et lieu du tournoi           | Catégorie  | Dotation | Surface      | Vainqueurs                  | Partenaire | Score    |  |
| -- | ---------- | -------------------------------- | ---------- | -------- | ------------ | --------------------------- | ---------- | -------- |  |
| 1  | 26-05-1975 | Düsseldorf Grand Prix Düsseldorf | Grand Prix | NC $     | Terre (ext.) | François Jauffret Jan Kodeš | Hans Kary  | 6-2, 6-3 |  |